# Corydoras sterbai
Corydoras sterbai är en fiskart som beskrevs av Knaack 1962. Corydoras sterbai ingår i släktet Corydoras och familjen Callichthyidae. Inga underarter finns listade i Catalogue of Life.